# Cloreto de didecildimetilamônio
Cloreto de didecildimetilamônio é um desinfetante antisséptico com muitas aplicações biocidas. Causa disruptura de interações intermoleculares e dissociação de bicamadas lipídicas. Possui um amplo espectro bactericida e fungicida e pode ser usado como desinfetante para linho, recomendado para uso em hospitais, hotéis e indústrias. Também é utilizado em ginecologia, cirurgia, oftalmologia, pediatria, terapia ocupacional e para a esterilização de instrumentos cirúrgicos, endoscópios e desinfecção de superfícies.
Em ratos, mostrou causar infertilidade e problemas no nascimento.